# 포삼프레나비르
포삼프레나비르( ViiV Healthcare에서 칼슘염으로 판매되며 상품명은 미국에서 Lexica이고 유럽에서는 Telzir이다)는 HIV 감염에 대한 치료제이다. 단백질분해효소 억제제와 항레트로바이러스제인 암프레나비르의 pro-drug이다.

미국 식품의약국(FDA)는 2003년 10월 20일에 포삼프레나비르를 승인했고, European Medicine Agency(EMA)는 2004년 7월 12일에 승인했다. 체내에서 포삼프레나비르는 Amprenavir를 만들도록 대사되며, 이는 유효한 성분으로 작용한다. 이러한 대사과정은 Amprenavir가 약효를 내는 시간을 증가키는 효과가 있기에 포삼프레나비르는 Amprenavir의 서방형으로 사용한다. 이는 표준적인  암프레나비르에 비해 복용하는 정 수를 감소시켜준다.
로피나비르와의 비교연구는 두 약물이 비슷한 효능을 보임을 보였다. 하지만 포삼프레나비르를 복용한 환자들의 경우에 더 높은 혈청콜레스테롤을 보이는 경향이 있음이 나타났다. 로피나비르와 달리 포삼프레나비르의 주요 장점은 가격이 저렴하다는 것이다.

## 의학적 사용
포삼프레나비르는 HIV-1 감염을 치료하기 위해 사용된다. 다만 저용량의 리토나비르 혹은 다른 항바이러스성의 약물과는 병용투여하지 않는다.

## 유해 효과
가장 흔한 유해효과는 설사이다. 다른 흔한 유해효과는 두통, 어지럼증, 발진이며, 대부분 일시적이다. 극심한 알러지 반응(Stevens-Johnson syndrome)은 거의 나타나지 않는다.

## 상호작용
암프레나비르(혈장과 간 그리고 여러 장기들에서 발견되는 포삼프레나비르의 활성 대사체)는 간 효소인 CYP3A4에 의해 대사되며 동시에 약하게 이 효소를 억제한다. 즉, 포삼프레나비르가 CYP3A4에 의해 대사되는 다른 약물들과 함께 사용되면 그들의 혈장 농도를 증가시킬 수 있으며, 그 결과 부작용을 증가시킬 수 있다는 뜻이다. 또한 CYP3A4를 억제하는 약물들과 함께 사용할 때 암프레나비르의 농도를 증가시킬 수 있다는 뜻이다.
포삼프레나비르와 CYP3A4 억제제인 리토나비르 저용량을 병용하는 것은 이러한 상호작용이 포삼프레나비르의 처방 용량을 낮춰줄 수 있기 때문에 의도된 것이다.

## 약리학
포삼프레나비르는 혈류에 도달하기 이전에 빠르게 Amprenavir로 활성화된다. Amprenavir는 HIV 단백질분해효소 억제제이다.

## 참고 문헌
1. ↑  “Drug Information Portal - U.S. National Library of Medicine - Quick Access to Quality Drug Information”. 2021년 6월 17일에 확인함.
2. 1 2 3 4  Austria-Codex (in German) (2007). 《Austria-Codex》 62판. Vienna: Österreichischer Apothekerverlag. 8009–17쪽.
3. ↑  “Lexiva.”. 《Drugs.com》.